# دينا أبو السعود
دينا أبو السعود (29 مارس 1980 -)، ممثلة مصرية.

## حياتها
ولدت في الكويت  وذلك بسبب عمل والدها بطل الغطس وجيه أبو السعود هناك أكلمت دراستها حتى الثانوية ثم عادت إلى بلدها درست الطب ثم عملت للفترة كصيدلانية ثم تركت تلك المهنة للدخول المجال الفني وبالفعل دخلت إليه بعام 2004 في دور بمسلسل مشوار إمراة بمشاركة الفنانة نادية الجندي واصلت التمثيل بعد ذلك وظهرت بعدد قليل من الأعمال.

## أعمالها

### من المسلسلات
- الصقر شاهين.
- الخفافيش.
- بنات شقيه.
- شاهد إثبات.
- مذكرات سيئة السمعة.
- دموع في نهر الحب.
- تاجر السعادة.
- النهر والتماسيح.
- صبيان وبنات.
- هاي سكول.
- قمر 14.
- شط إسكندرية.
- اسلحة دمار شامل.
- الظاهر بيبرس.
- مشوار إمراة.
- أبيض في أبيض.

### من الأفلام
- ليالي الحب.

## روابط خارجية
- دينا أبو السعود على موقع الدهليز
- دينا أبو السعود على موقع قاعدة بيانات الأفلام العربية